# شانه‌موش موله
شانه‌موش موله (نام علمی: Ctenomys maulinus) نام یک گونه از سرده شانه‌موش است.